# Museum für Architektur und Design Ljubljana

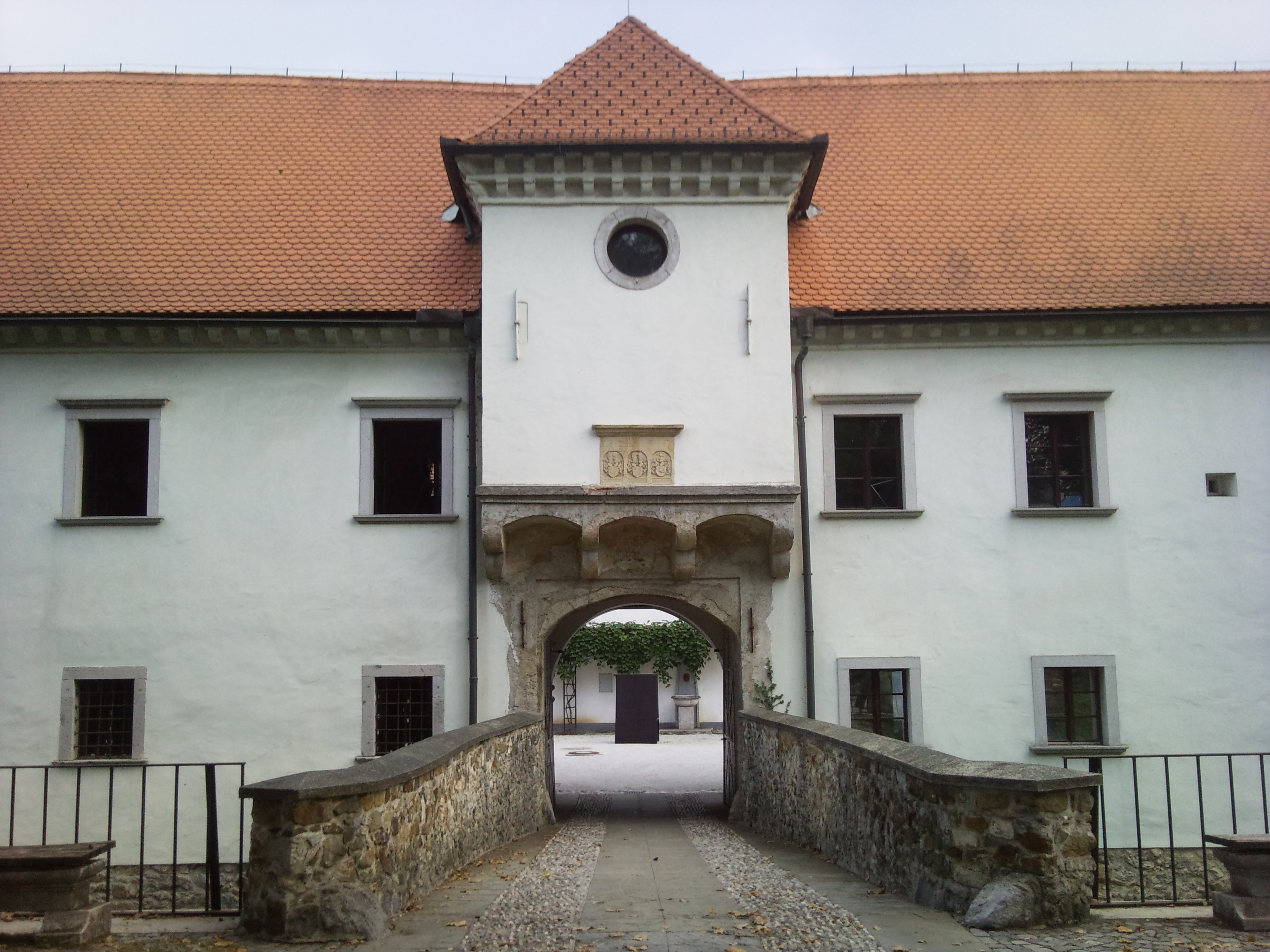
Schloss Fužine, Sitz des Museums für Architektur und Design

Das Museum für Architektur und Design (slowenisch Muzej za arhitekturo in oblikovanje, MAO) ist die zentrale Museumseinrichtung Sloweniens für die Bereiche Architektur, Städtebau, Industrie- und Grafikdesign sowie Fotografie. Es befasst sich mit der Sammlung und Aufbewahrung von Material aus den genannten Bereichen, mit seiner Erforschung, Präsentation für die Öffentlichkeit sowie der Organisation internationaler Konferenzen.
Eine der international bekanntesten Aktivitäten des Museums ist die Organisation der Design-Biennale Ljubljana (bio), die seit 1964 stattfindet.
Das Museum hat seine Räumlichkeiten in Schloss Fužine im Laibacher Stadtbezirk Moste am linken Ufer der Ljubljanica.

## Sammlungen
Die Sammlungen des Museums umfassen fast 100.000 verschiedene Objekte, davon 75.000 Museumsstücke in Form von Plänen, Skizzen, Gebäudemodellen, diversen Möbeln, Kleinteilen, Geräten, Plakaten, diversen Drucksachen und Fotografien. Die Sammlungen des MAO umfassen prominente slowenische Architekten und Designer sowie zahlreiche Fotografen des 20. und 21. Jahrhunderts; insgesamt gibt es mehr als 1000 Autoren. Mit dem Ziel der Bewusstseinsbildung und Aufklärung des Publikums präsentiert das Museum Architektur-, Design- und Fotografiethemen der Öffentlichkeit in Form von Ausstellungen, Vorträgen, Konferenzen, Workshops, Führungen und anderen Aktivitäten.

### Architektur
Die Abteilung Architektur untersucht die architektonische Entwicklung auf dem Gebiet der Republik Slowenien. Am umfangreichsten ist das Material von Architekten des 20. und 21. Jahrhunderts, mit Archivierung von Plänen, Modellen, Skizzen, Korrespondenz und Fotografien aus dem Nachlass von rund 80 prominenten slowenischen Architekten, so von Ivan Vurnik, Vladimir Šubic, Dušan Gabrjan, Gizela Šuklja, Stanko Rohrman, Danilo Fürst, Maks Strenar, Boris Kobet, Ivan Jagr, Vinko Glanz, France Tomažič, Ciril Tavčar, Vladimira Bratuž, Vladimir Brac Mušič.

### Design
Die Designsammlung konzentriert sich auf zwei Bereiche: Industriedesign und visuelle Kommunikation.

#### Industriedesign
. Der Schwerpunkt des Industriedesigns liegt azf dem Gebiet bedeutender slowenischer Unternehmen, z. B. von Stol, Iskra, Gorenje, Elan, Rogaška, Dekorativna. Die Sammlung umfasst die Werke bedeutender slowenischer Designer wie Niko Kralj, Oskar Kogoj, Albert Kastelec, Janja Lap, Vladimir Pezdirc, Igor Rosa, Janez Smerdelj, Saša Mächtig und anderer sowie Vertreter der zeitgenössischen Designproduktion. Eine besondere Sammlung enthält Stücke des Designers Marko Turk, der sich vor allem dem Design elektroakustischer Geräte (z. B. Mikrofone, Tonbandgeräte) widmete. Die Sammlung wird regelmäßig durch Objekte ergänzt, die auf der jährlichen Design Biennale (BIO) ausgezeichnet werden.

#### Visuelle Kommunikation
Die von MAO aufbewahrte Sammlung visueller Kommunikation ist die einzige ihrer Art in Slowenien. Sie besteht aus rund 9000 Artefakten: integrierten Grafiken, Plakaten, Büchern, Katalogen, Zeitschriften, Zeitungen, Kalendern und anderen Objekten. Die bekanntesten slowenischen Designer sind vertreten: Janez Trpin, Peter Kocjančič, Grega Košak, Majda Dobravec Lajovic, Jože Brumen, Uroš Vagaja, Matjaž Vipotnik, Janez Suhadolc, Novi Collectivizem, Miljenko Licul, Jože Domjan und viele jüngere Autoren. Die Sammlung bietet einen Einblick in die Geschichte des slowenischen Grafikdesigns von der Zeit vor dem Zweiten Weltkrieg bis heute, mit Schwerpunkt auf den grundlegenden Werken von Designern, die seine Entwicklung geprägt haben.

### Fotografie
Die fotografische Sammlung des Museums umfasst rund 12.000 Fotografien und rund 20.000 Negative in verschiedenen Techniken. Die Sammlung älterer Fotografien enthält unter anderem Werke eines der Erfinder der Glasbildphotographie, des slowenischen Seelsorgers Janez Avguštin Puhar aus Kranj (1814 bis 1864). Zu den 400 Autoren des 20. Jahrhunderts gehören Bogo Čerin, Oskar Karel Dolenc, Jan Andrej Jelnikar, Stojan Kerbler, Milenko Pegan, Marjan Pfeifer und Mitja Vidmar, und auch die Sammlungen von Werken der Mitglieder des ehemaligen Fotoklub Ljubljana und der Fotogrupa ŠOLT-Ljubljana sind reichhaltig. Zu den Besonderheiten der Sammlung zählen auch Originalwerke (Fotografien, Zeichnungen, Grafiken, Gemälde und Skulpturen) der Internationalen Kunstsammlung Junij, darunter neben einigen bedeutenden slowenischen Autoren wie Božidar Dolenc, Stane Jagodič, Enver Kaljanac, Peter Kocjančič, Branko Leban, Dušan Pirih Hup und Marjan Smerke, einige weltberühmte Namen wie z. B. Heribert Burkert, Christo & Jeanne-Claude, Pierre Cordier, Joan Fontcuberta, Richard Long, Rafael Navarro, Floris M. Neusüss, Nils-Udo, Annegeret Soltau und Christian Vogt. Die Sammlung umfasst neben Fotomaterial auch ca. 150 alte Kameras und andere Fotoausrüstungen, persönliche Dokumentenmappen ca. 300 slowenische Fotografen, eine Sammlung von Fotozeitschriften (ca. 130 Titel) und ca. 2000 Kataloge von Fotoausstellungen.

## Design-Biennale Ljubljana bio
Die Biennale für (Industrie-)Design bio wurde im Herbst 1963 auf Initiative des Stadtrats von Ljubljana, der Handelskammer der Sozialistischen Republik Slowenien und verschiedener Berufsverbände offiziell gegründet und war als alle zwei Jahre stattfindende Vergleichsausstellung jugoslawischer und ausländischer Errungenschaften in der Industrie konzipiert. Neben der Triennale di Milano war die bio in den 1960er Jahren eine der wichtigsten europäischen Designveranstaltungen und die erste Biennale ihrer Art weltweit.
Der Zweck der Biennale war es, die Entwicklung der jugoslawischen Industrieproduktion zu fördern und zu erleichtern, den Austausch gut gestalteter Industrieobjekte auf nationalen und internationalen Märkten zu beeinflussen und das allgemeine Niveau der Benutzeranforderungen und des guten Geschmacks durch Bildungs- und Informationskampagnen zu heben. Mehr als vierzig Jahre lang folgten BIO-Ausstellungen dem gleichen Konzept, das für die erste Biennale (BIO 1, 1964) geschaffen wurde, als Objekte nach den folgenden Kategorien organisiert wurden: Möbel, Lampen, Textilien, Gastgewerbe- und Haushaltsgeräte und -geräte, Optische Objekte, Elektrotechnik Maschinen und Telekommunikationsgeräte, Maschinen, Industrieprodukte aus der Maschinenbauindustrie, Sportausrüstung, Spielzeug, architektonische Details, Transport, Verpackung und visuelle Kommunikation.
Am Ende des ersten Jahrzehnts des 21. Jahrhunderts erlebte die Biennale allmähliche Veränderungen in ihrem Konzept. BIO 21 (2008) verzichtete auf nationale Auswahlen und gab damit jedem die Möglichkeit, seine Arbeiten einzureichen. Alle Arbeiten wurden von einem internationalen Auswahlkomitee begutachtet, und wie immer wurden die Preise von einer internationalen Jury verliehen. 2011 wurde die Biennale für Industriedesign in Biennial of Design umbenannt. BIO 23 (2012) war die erste kuratierte Biennale zum Thema Design Relations.

## Geschichte des Museums
Das Museum wurde 1972 von der Stadt Ljubljana unter der Bezeichnung Architekturmuseum Ljubljana (AML) gegründet. Er erwarb die Räumlichkeiten im Haus des Architekten Jože Plečnik in der Karunova-Straße 4 in Trnovo. Nach dessen Einrichtung als Museum und Archiv mit erhaltener Innenausstattung auch einen großen Bestand an persönlichen Gegenständen, Modellen, Architekturplänen und persönlicher Korrespondenz des Architekten, wurde das Museum mit seiner Sammlung im Jahr 1974 der Öffentlichkeit zugänglich gemacht.
Zunächst arbeitete das Museum vor allem auf dem Gebiet der Erforschung und Verarbeitung von Materialien, die mit Plečnik in Verbindung stehen, und präsentierte es der Öffentlichkeit durch Ausstellungen und Kataloge im In- und Ausland. Nach und nach begann das Museum, seine Sammlung mit Nachlässen anderer Architekten wie Vinko Glanz, France Tomažič, Dušan Gabrijan, Boris Kobe, Ivan Vurnik und anderen, grundlegenden Beispielen des slowenischen Industrie- und Grafikdesigns sowie Fotomaterial zu erweitern. Seit seiner Gründung organisiert es Ausstellungen in den Bereichen Architektur, Urbanismus, Design und Fotografie an verschiedenen Orten und organisiert weiterhin die internationale Biennale of Industrial Design.
1990 erwarb das Museum neue Räumlichkeiten im Schloss Fužine und zog dahin um.
2010 übernahm die Republik Slowenien die Aufgaben des Gründers von der Stadt und änderte den Status des Museums in eine Institution von nationaler Bedeutung und den Titel in Museum für Architektur und Design (MAO). Seitdem wurde die Verwaltung des Plečnik-Hauses dem Museum und den Galerien der Stadt Ljubljana (MGML) übertragen.
Nachdem der Status von einem Stadtmuseum in ein staatliches Museum geändert worden war, wurde das Haus zur weltweit umfangreichsten Sammlung slowenischer Architektur und Designs weiterentwickelt.
Das Architekturmuseum übernahm auch die Wiederbelebung und Pflege der Burg Fužina und ihrer Umgebung. Für neue Programme renovierte er mehrere Räume und eröffnete ein Museumscafé, das bald zu einem beliebten Treffpunkt für Architektur- und Designliebhaber und Anwohner wurde. 2019 wurde nach den Plänen des jungen spanischen Architekten Julio Gotor Valcarcel der Museumshof leicht renoviert, der während der COVID-Krise zum Wohnzimmer des Museums wurde.
Museumsdirektoren: Matija Murko (1972–1978), Peter Krečič (1978–2010), Matevž Čelik (2010–2020), Bogo Zupančič (2020–).

## Kooperationen
Das Museum kooperiert mit vielen Institutionen im Ausland, darunter Museum of Modern Art (MoMA – New York), Triennale di Milano, London Design Festival und Architekturzentrum Wien.